# Gmina związkowa Bad Breisig
Gmina związkowa Bad Breisig (niem. Verbandsgemeinde Bad Breisig) – gmina związkowa w Niemczech, w kraju związkowym Nadrenia-Palatynat, w powiecie Ahrweiler. Siedziba gminy związkowej znajduje się w mieście Bad Breisig.  

## Podział administracyjny
Gmina związkowa zrzesza cztery gminy, w tym jedną gminę miejską (Stadt) oraz trzy gminy wiejskie:
1. Bad Breisig
2. Brohl-Lützing
3. Gönnersdorf
4. Waldorf